# Charles-Louis Hanon

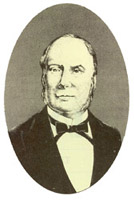
Charles-Louis Hanon.

Charles-Louis Hanon (2 de julio de 1819 - 19 de marzo de 1900) fue un compositor y pedagogo francés de piano. Su obra más conocida fue El pianista virtuoso en 60 ejercicios, que hoy día ha sido adoptado como método para los profesores de piano modernos. 
Los detractores de dicho método cuestionan los vicios de empleo de dedos independientes; por ello, Abby Whiteside, Chuan C. Chang y Jeroen Riemsdijk (técnica de dedos dorados) la consideran perniciosa.
El famoso pianista Vladimir Horowitz, reconoció haber aprendido parte de su técnica con dichos ejercicios.
En la década de los noventa surgió una serie en dos volúmenes de ejercicios para piano-acordeón, basados en una filosofía similar, obra que ha sido reeditada.
También se ha publicado un Hanon para guitarra.